# Wadi Rum
Wadi Rum (arabiska وادي رم Wādī Rum) är ett ökenområde och den största wadin i Jordanien.

## Geografi
Wadi Rum ligger cirka 70 km nordöst om hamnstaden Aqaba i södra Jordanien och löper parallellt med Wadi Arabah i väst. Området ligger på 800 m ö.h., har en areal om cirka 720 km²  och är ca 100 km långt och ca 60 km brett. De högsta höjderna är Jebel Um Adaami på ca 1832 m och Jabel Rum på ca 1754 m.
Byn Rum är den enda orten i området och befolkas av beduinfolket Zalabia . Byn ligger ca 35 km från huvudvägen "Desert Highway" (som förbinder Aqaba och Amman) och ca 6 km från byn ligger även besökscentret (Visitors Centre).
Wadi Rum har ett fascinerande landskap som präglas av den röda ökensanden varvad med sandstens- och granitklippor i gult, vitt, rött och brunt  och är ett populärt utflyktsmål. De mest kända geologiska formationerna är Jebel Burdah och Wadi Rum Monument . Området är numera skyddat område (Protected Area of Wadi Rum) och förvaltas av sällskapet Royal Society for the Conservation of Nature.

## Historia
Wadi Rum har varit bebott sedan förhistorisk tid, bland annat av thamuder och nabatéer. En rad klippmålningar som Alamelehteckningarna och Anfashiehteckningarna och andra lämningar som Aretastemplet vittnar om detta. Området blev känt genom T.E. Lawrence som tillbringade en längre tid här under den arabiska revolten mot osmanska riket åren 1916 - 1918. Lawrence skrev sedan ingående om området i sin självbiografi Vishetens sju pelare. En rad filmer är inspelade i Wadi Rum, däribland filmerna "Lawrence av Arabien" 1962, "Red Planet" 2000 och "The Martian" 2015. 1998 förklarades Wadi Rum som naturskyddsområde. 2006 föreslogs Wadi Rum även som kandidat (tentative) till Unescos världsarvslista och upptogs på listan 2011.

## I populärkulturen
Wadi Rum är en av inspelningsplatserna för filmen The Martian. I filmen ska det föreställa planeten Mars.

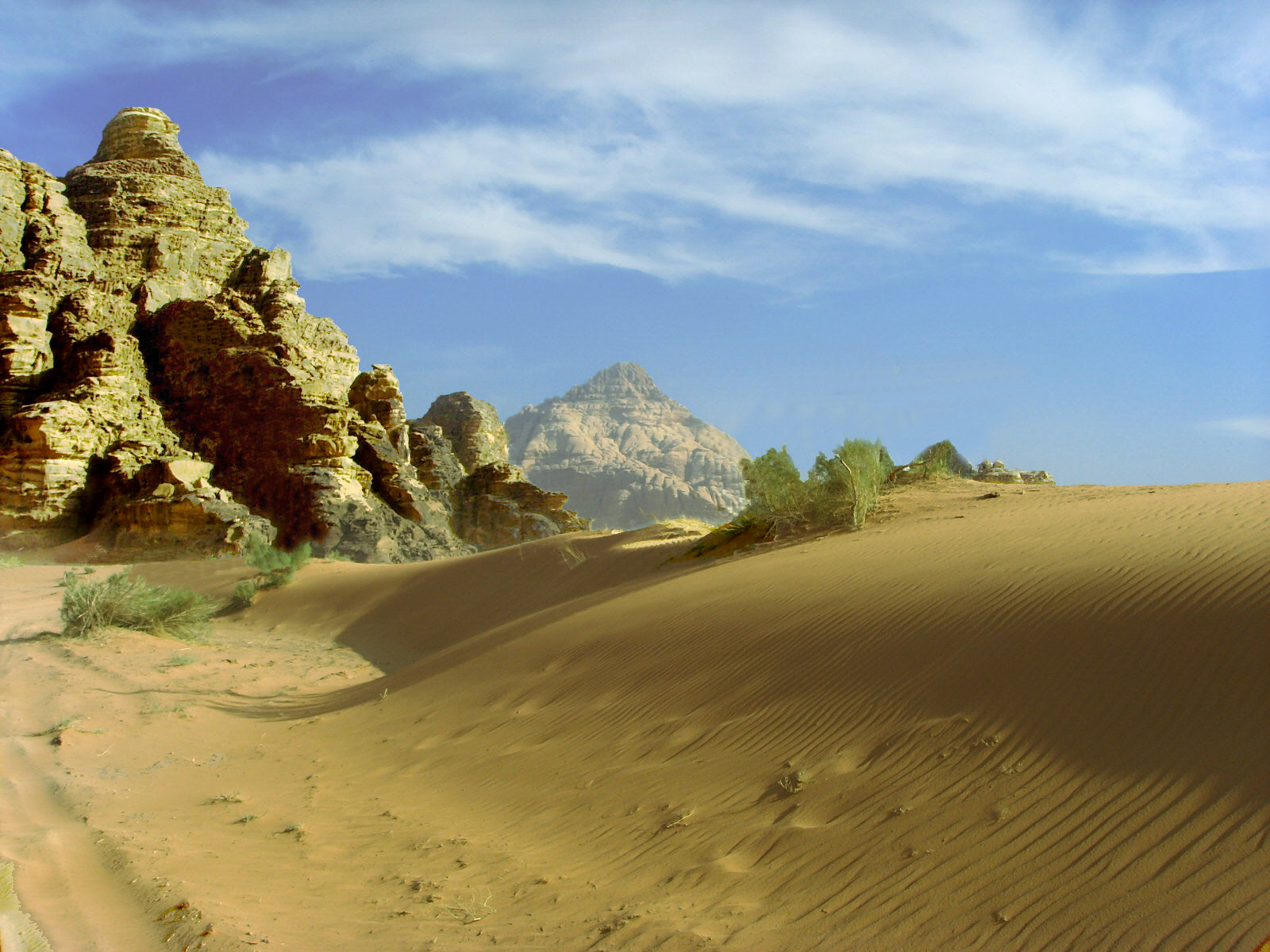
Vy från Wadi Rum
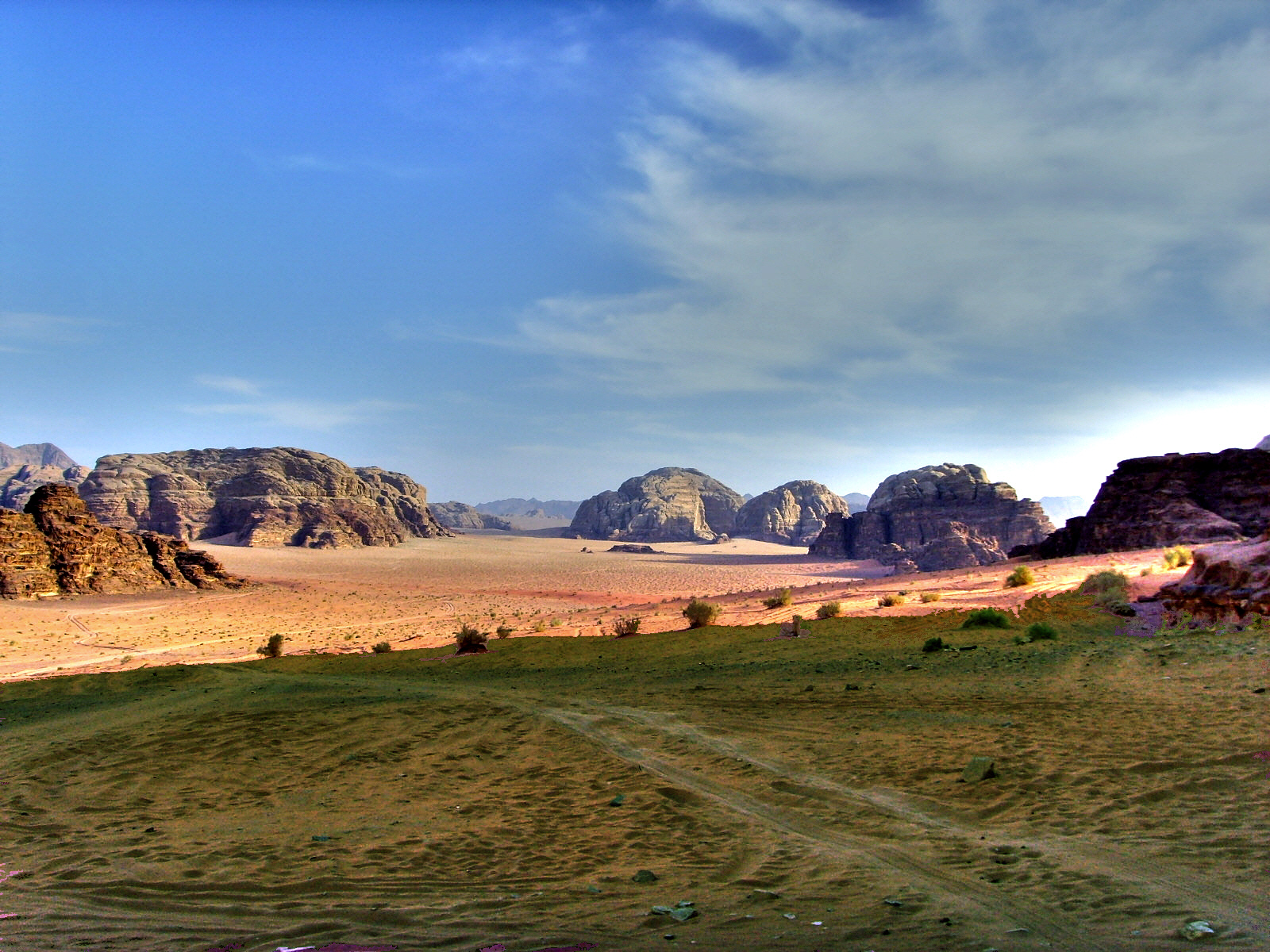
Vy från Wadi Rum
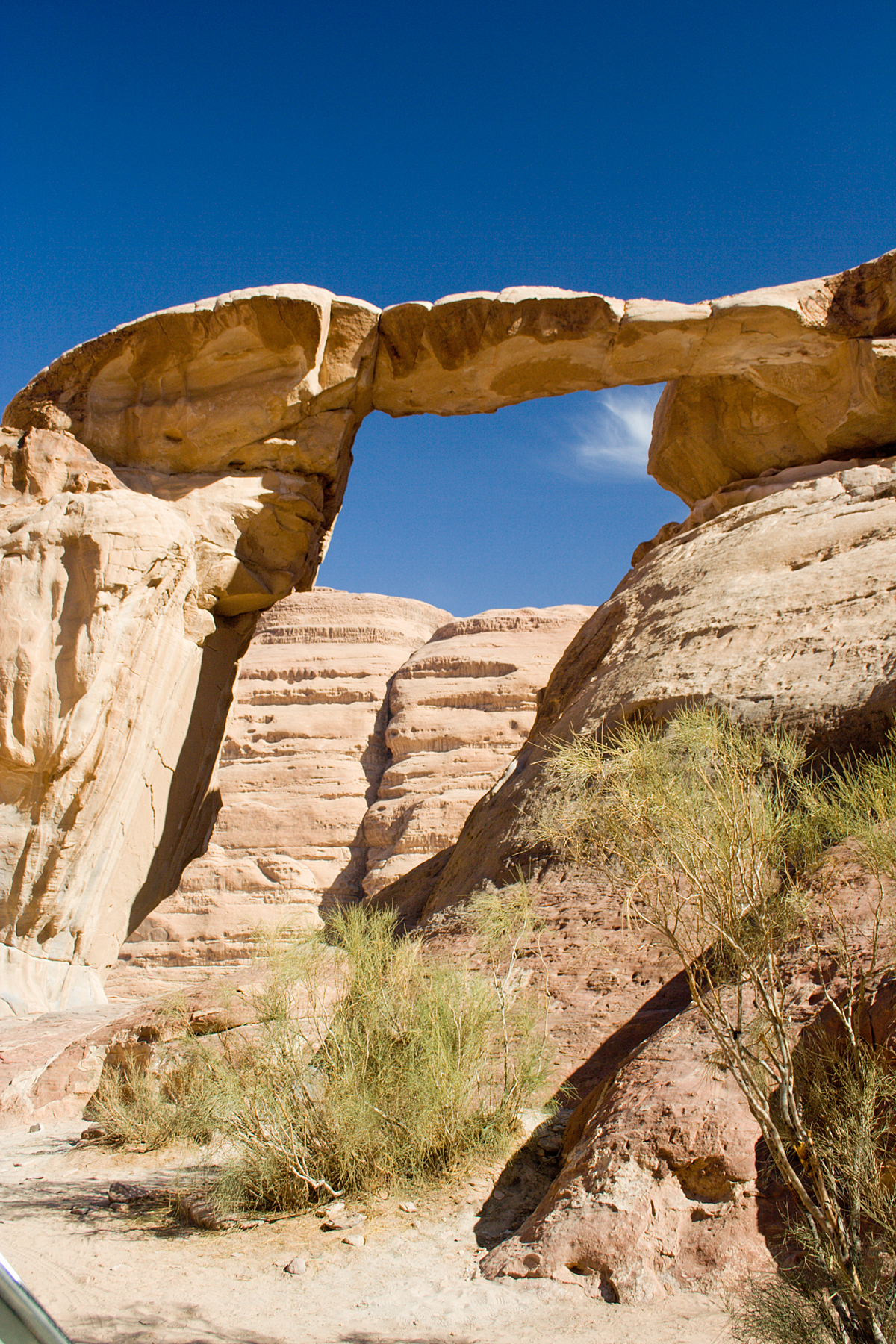
Jebel Burdah
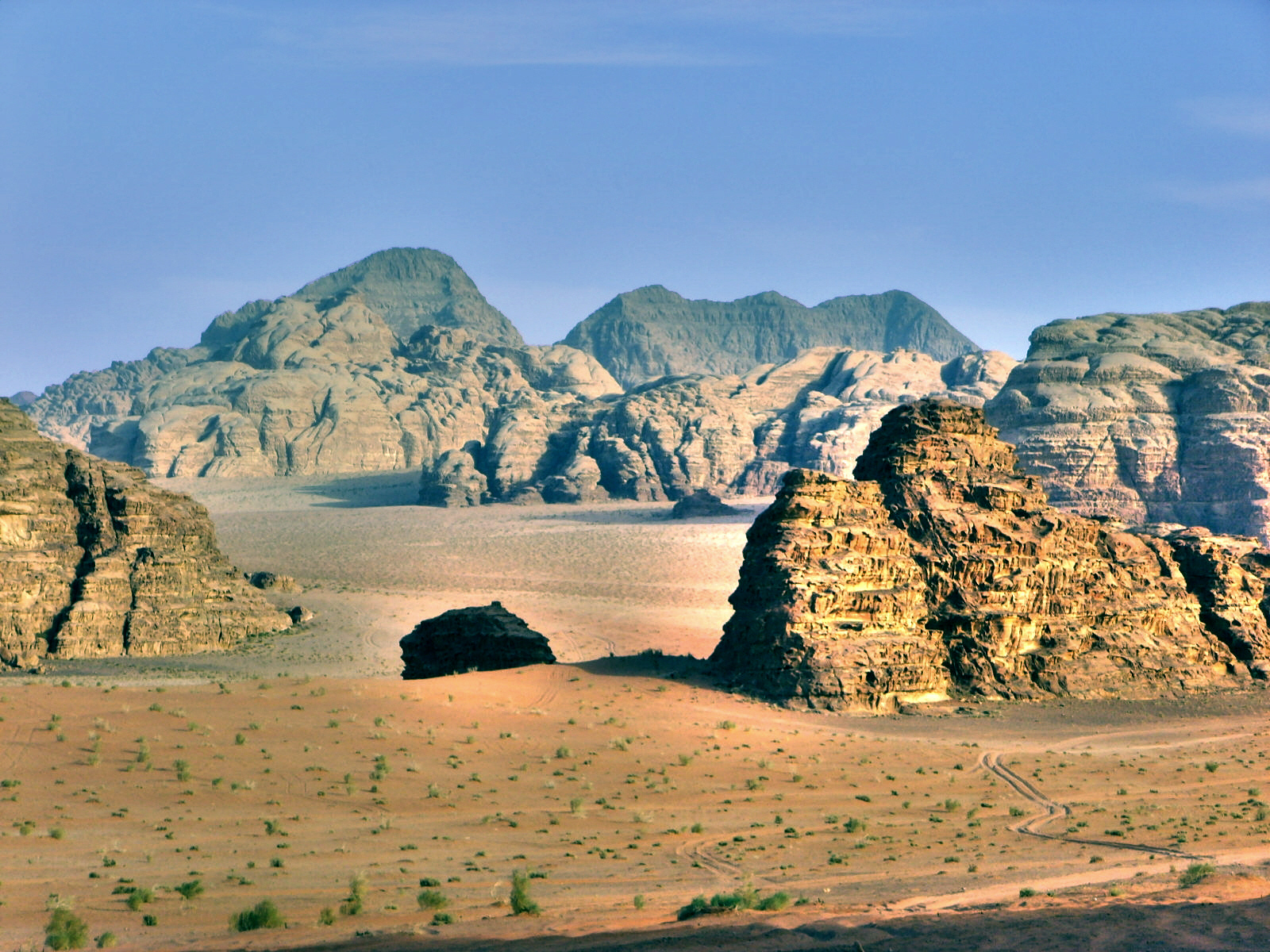
Vy från Wadi Rum